# Palestrina
Palestrina (antiga Praeneste) é uma comuna italiana da região do Lácio, província de Roma, com cerca de 16.469 habitantes. Estende-se por uma área de 46 km², tendo uma densidade populacional de 358 hab/km². Faz fronteira com Artena, Castel San Pietro Romano, Cave, Gallicano nel Lazio, Labico, Rocca di Cave, Rocca Priora, Roma, San Cesareo, Valmontone, Zagarolo.

## Mitologia
De acordo com o texto atribuído a Plutarco, baseado no livro História Italiana de Aristocles, a cidade foi fundada por Telégono, filho de Odisseu e Circe, que, quando estava procurando seu pai, foi instruído a fundar uma cidade onde encontrasse fazendeiros com guirlandas e dançando; ele encontrou este lugar na Itália, e como os fazendeiros estavam usando ramos de carvalho (prininoi), ele chamou a cidade de Prinistum, que os romanos, mais tarde, alteraram para Praenestê.

## Demografia
| Variação demográfica do município entre 1861 e 2011                               |
|                                                                                   |
| Fonte: Istituto Nazionale di Statistica (ISTAT) - Elaboração gráfica da Wikipedia |